# Anto Kovačević
Anto Kovačević (Ada kod Odžaka, 21. ožujka 1952. – Zagreb, 15. studenoga 2020.) hrvatski filozof, publicist i političar.

## Životopis
Rođen je u Adi 1952. godine. Za vrijeme školovanja bio je i pitomac sjemeništa na Šalati i u Zadru, a kasnije stipendist austrijske Vlade za studija filozofije u Beču. Doktorirao je filozofiju u Beču.
Za vrijeme jugoslavenskog komunističkog režima, 18. listopada 1981. godine, uhićen je, saslušan i odveden u pritvor u Doboj. U montiranom političkom procesu dvojica bečkih studenata bila su prisiljena opteretiti ga optužbama. Ti su studenti povratkom u Beč međunarodnim institucijama i austrijskim vlastima iznijeli kako ih je na takve izjave prisilila komunistička vlast u SFRJ.
Amnesty International proglasila ga je »zatvorenikom savjesti« jer nije zagovarao nasilje u svom zalaganju za promjenu (ili poboljšanje) državnog sustava te jer je osuđen zbog svojih mišljenja i govora. Kazna mu je izrečena na blagdan sv. Ivana, 24. lipnja 1982. i glasila je: 8 i pol godina robije i zapljena imovine. Nakon žalbe kazna je smanjena na 6 godina te je Anto Kovačević u zatvoru u Zenici bio do 1987. godine.
Nakon izlaska iz zatvora zaposlio se, zahvaljujući Društvu slovenskih pisaca, na Sveučilištu u Ljubljani.

## Politička djelatnost
Bio je drugi predsjednik Hrvatske kršćanske demokratske unije (HKDU). Bio je zastupnik u Hrvatskom saboru u razdoblju od 2. veljače 2000. do 22. prosinca 2003. godine.
Za vrijeme svog saborskog mandata zabilježen je njegov sukob sa zastupnicom Vesnom Pusić. Na 17. sjednici Hrvatskoga sabora, 12. listopada 2001. godine, u ispravku netočnoga navoda Kovačević je rekao:
»Pa već dulje vremena razmišljam kako odgovoriti na replike gospođe Pusić koje su uvredljive. Gospođo Pusić u ime digniteta ovog Sabora moram vam reći da vas je dragi Bog stvorio za madraca, a ne za mudraca. A ona hoće biti mudrac.«
Taj njegov odgovor osudili su čelnici tadašnje lijeve koalicije. Također su osudile i feminističke udruge i ljevičarski komentatori što je Kovačeviću priskrbilo etiketu „seksista” i negativan publicitet.
Dne 25. kolovoza 2015. godine postao je članom Hrvatske stranke prava dr. Ante Starčević.
Kandidirao se za predsjednika Republike Hrvatske na predsjedničkim izborima 2005. godine, ali nije prošao u prvom krugu. Osvojio je 19 145 tj. 0,86 % glasova.

## Djela
- Musa Ćazim Ćatić und seine zeit, Domus (CZNG): Ljubljana, 1989., (COBISS.SI)
- Ispravak netočnog navoda: saborski govori 1999. – 2001.: dr. Anto Kovačević, (prir. Hrvoje Sadarić), Birotisak: Zagreb, 2002.
- Posavski koridor smrti, Meditor: Zagreb, 1995. (2. proš. izd. Posavski koridor smrti: [dokumenti], Buldog, Zagreb, 2007.)
- Čovjek i njegova sjena, Kigen: Zagreb, 2012.